# 琿烏高速道路
琿烏高速道路（こんうこうそくどうろ、中国語: 珲乌高速公路）は琿春-烏蘭浩特高速道路（中国語: 珲春—乌兰浩特高速公路）のことで、中華人民共和国の国家高速道路網を構成し、路線番号はG12である。吉林省琿春市を起点とし、図們市、延吉市、敦化市、吉林市、長春市、松原市、白城市を経由し、内モンゴル自治区ウランホト（烏蘭浩特）市を終点とする全長885kmである。

## 経路

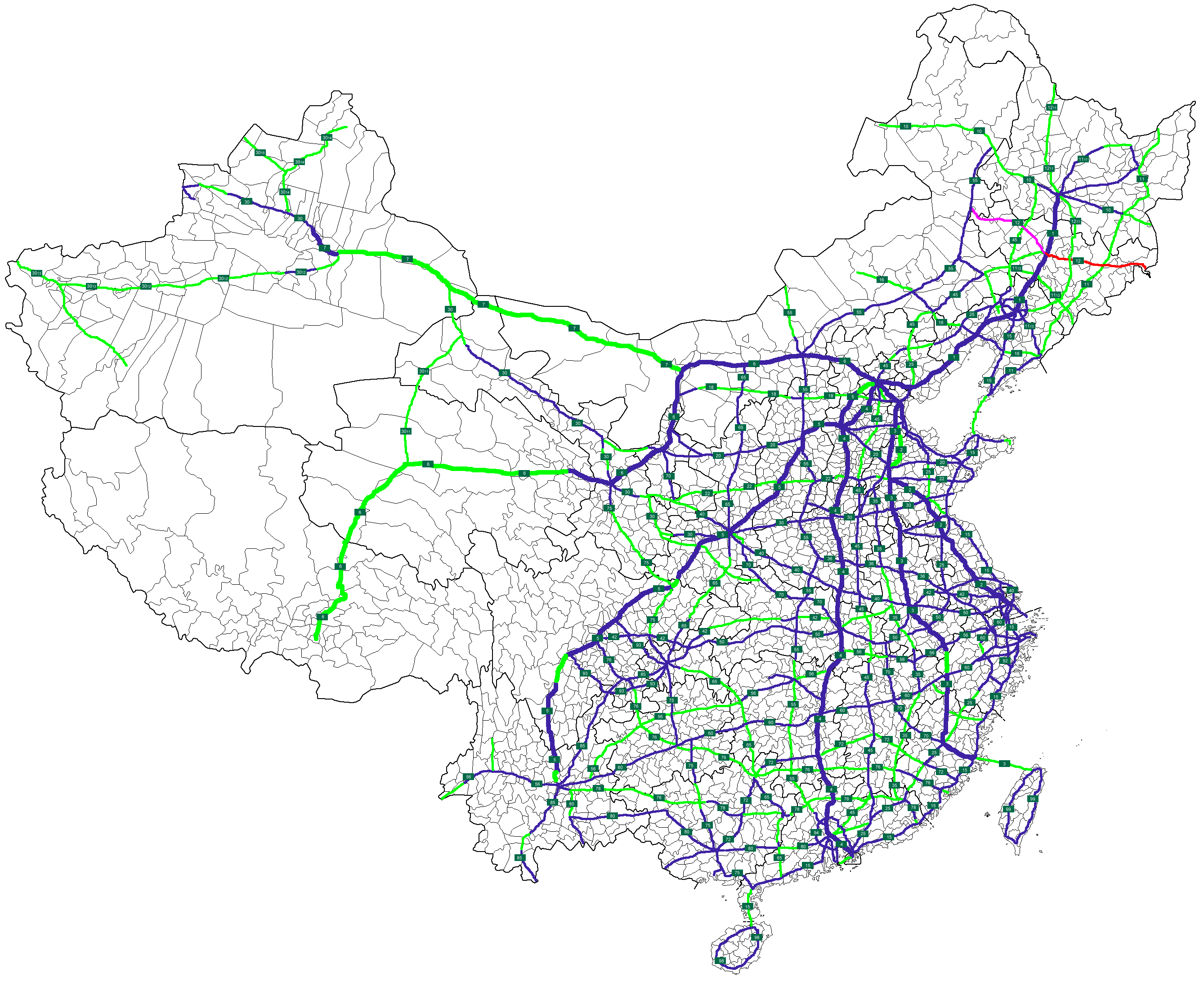
琿烏高速道路(供用中) 琿烏高速道路(建設・計画中)
その他の高速道路(供用中) その他の高速道路(建設・計画中)

- 吉林省区間：琿春-図們区間2010年9月開通済み、図們-長春区間2008年9月末前線開通、長春-内モンゴル自治区境区間計画・建設中。
- 内モンゴル自治区区間：計画中。

## 参照項目
- 中華人民共和国の高速道路